# Bürmoos
Bürmoos è un comune austriaco di 4 887 abitanti nel distretto di Salzburg-Umgebung, nel Salisburghese.
È situato nella parte settentrionale della regione del Flachgau, non lontano dalla riva destra del fiume Salzach che segna il confine con la Germania. Gran parte del territorio comunale presenta un notevole interesse naturalistico, essendo occupato da antiche torbiere, ora non più sfruttate, caratterizzate da un tipico paesaggio nordico.